# Tortanus terminalis
Tortanus terminalis is een eenoogkreeftjessoort uit de familie van de Tortanidae. De wetenschappelijke naam van de soort is voor het eerst geldig gepubliceerd in 1998 door Ohtsuka & Reid.